# Trou réa
 (août 2014).
Si vous disposez d'ouvrages ou d'articles de référence ou si vous connaissez des sites web de qualité traitant du thème abordé ici, merci de compléter l'article en donnant les références utiles à sa vérifiabilité et en les liant à la section « Notes et références ».
Le « trou réa » désigne l'amnésie consécutive à une hospitalisation dans un service de réanimation. Il advient chez les patients ayant vécu une période de coma, qu'elle soit provoquée par des sédatifs ou la conséquence neurologique d'une atteinte cérébrale. 
Cette amnésie peut avoir différentes causes : une atteinte des facultés mnésiques par certains médicaments utilisés en réanimation, les délires (médico-induits mais aussi dus à la fièvre, l'infection, les perturbations hydro-électrolytiques) qui portent atteinte au sommeil et par conséquent à la phase de consolidation des souvenirs, les perturbations du cycle nycthéméral, une atteinte neurologique directe (anoxie, traumatisme crânien). Dans certains cas, cette amnésie peut être un symptôme du stress post-traumatique, on parle alors d'amnésie dissociative.